# Toto (band)
Toto is een Amerikaanse rockband uit Los Angeles die zijn grootste successen had in de jaren tachtig van de 20e eeuw.

## Biografie
De leden van de groep hadden als studiomuzikanten meegewerkt aan honderden elpees voordat ze onder de naam Toto gingen samenwerken. Toto is niet genoemd naar het hondje Toto van Dorothy uit The Wizard of Oz, zoals vaak wordt aangenomen. Waar is wel dat drummer Jeff Porcaro, kort na het zien van deze film, de demobandjes van de groep merkte met het woord 'Toto'. Bassist David Hungate volgde het idee van Jeff Porcaro. In het seizoen 1988/'89 heeft Jeff Porcaro in de Ahoy in Rotterdam een interview gegeven aan Jan Douwe Kroeske. Toto is afkomstig van het Latijnse In Toto, Et Toto of Et Totas, wat 'allesomvattend' betekent.
De band is zo genoemd omdat de groep zo veel mogelijk muziekstijlen wil gebruiken bij het maken van hun muziek. In het interview zegt Porcaro: "We didn't just play heavy metal, or didn't just play R&B, we liked all sorts of music. We don't think there should be any barriers for what we are capable of doing or want to play". Het interview staat op de dvd Toto's Greatest Hits Live.. And More!. Veel mensen denken nog steeds dat Robert Toteaux de officiële naam is van zanger Bobby Kimball. Dit was echter een grap, gemaakt door gitarist Steve Lukather, tijdens een interview.
Jeff Porcaro is in 1992 overleden.

### Toto: de band
Toto ontstaat in 1976 te Los Angeles, wanneer David Paich en Jeff Porcaro samen een band beginnen. Paich en Porcaro zijn op dat moment al gewaardeerde sessiemuzikanten voor onder andere Steely Dan, maar ze willen graag zelf een band beginnen. De eerste contouren tekenen zich tijdens de opnamen van het Silk Degrees album van Boz Scaggs, waarvoor Paich 8 van de 10 nummers (mee) schrijft. Ook Porcaro en Hungate werken mee aan het album en de tournee. Vooral Lowdown en Lido Shuffle, Jeff Porcaro's handelsmerk, laten al een beetje de latere Totosound horen.
Schoolvriend Steve Lukather en Jeffs broer Steve worden aan de band toegevoegd, als respectievelijk gitarist en toetsenist. De uit Louisiana afkomstige zanger Bobby Kimball wordt als laatste aan de band toegevoegd. Grootheden als Michael McDonald en Kenny Loggins waren ook in de race voor de positie als leadzanger, maar de band was van mening dat Kimballs sound het beste bij de band paste. Michael McDonald is overigens als gast wel te horen in het Toto-nummer "I'll Be Over You" van het album Fahrenheit. Met Bobby Kimball is de band dan compleet.

### Doorbraak en gevolgen

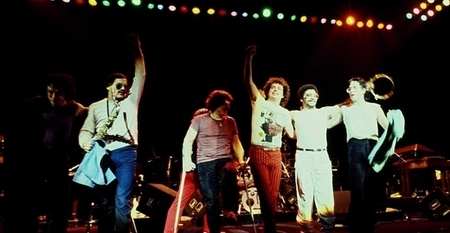
Toto in 1982 in de Hammersmith Odeon. (Steve Porcaro, Jon Smith, Bobby Kimball, Steve Lukather, Lenny Castro, Jeff Porcaro)

In 1978 scoort Toto hun eerste hit met "Hold the Line", afkomstig van het debuutalbum Toto. Voor dit album ontvangen ze een Grammy Award-nominatie voor Best New Artist. Het succesvolle debuut wordt opgevolgd door Hydra (1979) en Turn Back (1981). Hun vierde plaat, die in 1982 onder de toepasselijke naam Toto IV uitkomt, leidt tot de grote doorbraak voor de Californische rockband. Het album bevat onder andere de hits "Africa" en "Rosanna". De titel van dit laatste nummer komt van actrice Rosanna Arquette, die ten tijde van de opnames van het album regelmatig uitging met Toto-toetsenist Steve Porcaro. Het nummer gaat echter niet over de actrice, maar over drie verschillende meisjes. Schrijver David Paich, op de officiële Toto-website, over het nummer: Rosanna is about three girls that I knew all rolled into one. After I met Rosanna Arquette, I think I just stole her name and stuck it on there.
Het album bereikt de status van dubbel platina en de band ontvangt maar liefst zes Grammy Awards, te weten Album of the Year, Record of the Year (voor de single "Rosanna"), Producer of the Year, Best Engineered Recording, Best Instrumental Arrangement Accompanying Vocals (wederom voor "Rosanna") en Best Vocal Arrangement (opnieuw "Rosanna"). Daarnaast krijgt Steve Lukather nog een Grammy voor Best Rhythm and Blues Song (voor "Turn Your Love Around", dat hij samen met Jay Graydon en Bill Champlin schreef). Dit Grammy succes is door drie artiesten overtroffen: Michael Jackson in 1983, Carlos Santana in 1999 Norah Jones in 2003.
Vlak voor de wereldtournee 'Toto IV' besluit bassist David Hungate uit de band te stappen. Hij is net vader geworden en voelt zich verantwoordelijk voor zijn gezin. Michael Porcaro, broer van Jeff en Steve, vervangt hem.
Door de jaren heen heeft de band moeite met het behouden van hun leadzangers. De eerste leadzanger, Bobby Kimball, wordt na een aantal jaren wegens overmatig cocaïnegebruik uit de band gezet en vervangen door Fergie Frederiksen, van de band 'Le Roux'. In 1984 produceren ze niet alleen het boks-thema voor de Olympische Spelen van dat jaar ("Moodido - The Match"), maar er wordt ook een nieuw album uitgebracht, getiteld Isolation. In 1985 werken David Paich en Steve Porcaro namens Toto mee aan "We Are The World" van USA for Africa.

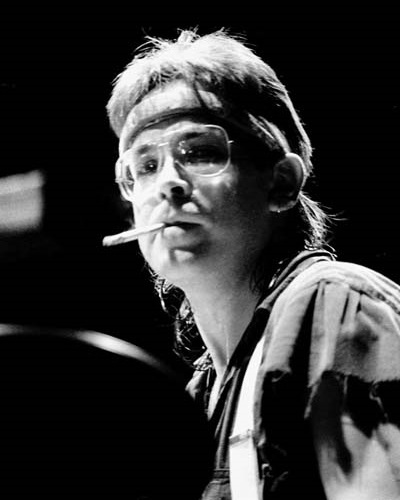
Jeff Porcaro in 1986

Na Isolation moet Frederiksen plaatsmaken voor Joseph Williams (zoon van de componist John Williams). Joseph heeft op twee Toto-albums gezongen (Fahrenheit uit 1986 en The Seventh One uit 1988) en heeft enkele wereldtournees meegemaakt. Frederiksen is overigens ook nog te horen op Fahrenheit, maar niet als leadzanger. In 1987 vertrekt ook tweede toetsenist Steve Porcaro. Hij gaat zijn droom achterna: het schrijven van filmmuziek. Hij blijft echter tot de dag van vandaag meespelen op nieuwe studioalbums van Toto.
The Seventh One wordt een van de populairste Totoalbums, met hits als "Pamela" en "Stop Loving You". Voor het eerst in het bestaan van de band, stapt Toto af van hun principe dat ze uitsluitend 'luchtige' muziek maken, zonder protestboodschappen en maatschappelijke aanklachten. De liefdesteksten zijn nog steeds aanwezig, maar met name in "Only the Children" en "Home of the Brave" worden toch maatschappelijke misstanden aan de kaak gesteld. Na een lange wereldtournee voor The Seventh One, besluit Joseph Williams de band te verlaten en zich op een solocarrière te storten.
Voor de opvolger van The Seventh One, Past to Present (1990), wordt de Zuid-Afrikaanse Jean Michael Byron door de platenmaatschappij aan Toto opgedrongen als nieuwe zanger. Dit is een steek in het hart van de Toto leden, omdat ze net weer aan tafel zaten met Bobby Kimball en hem min of meer gevraagd hadden weer terug te komen. Kimball begrijpt de onmacht van zijn vrienden en stapt uit het plan. De relatie tussen Toto en hun platenmaatschappij is intussen meer dan bekoeld, mede door financiële strubbelingen die zich al jaren eerder afspeelden. In 1992 verlaat Toto hun platenmaatschappij en beginnen ze cd's op te nemen in eigen beheer. Tot die tijd zitten ze echter nog 'opgescheept' met Jean Michael Byron. Byron zingt op Past to Present slechts vier nummers, aangezien het album voor de rest uit reeds eerder uitgebrachte nummers bestaat. De zanger moet voor het volgende album, Kingdom of Desire uit 1992 alweer plaatsmaken voor een ander. Besloten wordt gitarist Steve Lukather zelf de leadzang over te laten nemen. Na lang werken, schrijven en opnemen is het album Kingdom of Desire af en staat de wereldtournee gepland.
Op 5 augustus 1992 werkt drummer Jeff Porcaro een halfuurtje in de tuin van zijn huis in Californië, waarna hij naar binnen gaat en een douche neemt. Als hij na het douchen de trap af komt, zakt hij voor de ogen van zijn vrouw en kinderen in elkaar. Zijn vrouw belt de alarmdiensten en Porcaro's vader en broers, die op hun beurt de overige Toto bandleden bellen. Allen haasten zich naar het ziekenhuis. Hier krijgen ze de mededeling dat Jeff Porcaro onderweg naar het ziekenhuis aan de gevolgen van een hartaanval is overleden. Hoewel media beweren dat Porcaro aan de gevolgen van cocaïne overleden is, blijkt bij de autopsie dat hij een slecht hart had en al ruim vijf jaar geen cocaïne had gebruikt. Later blijkt dat Porcaro's hart en bloedvaten een genetische afwijking vertoonden die, in combinatie met een allergische reactie op een sterk insecten-verdelgingsmiddel dat hij die middag bij het onderhouden van zijn tuin had gebruikt, de fatale hartaanval veroorzaakte.

### Toto na de dood van Jeff Porcaro
Lang wordt er getwijfeld door de overgebleven bandleden of ze door moeten gaan nu hun drummer overleden is. In de geest van Porcaro besluiten ze het album Kingdom of Desire uit te brengen en de reeds geplande tournee (waarvoor alle crew al was ingehuurd) door te laten gaan. De Britse drummer Simon Phillips, die al enige tijd bekend was met Steve Lukather, door hun werk met Jeff Beck en Carlos Santana, wordt benaderd om Porcaro's plaats over te nemen. Simon Phillips was een van Jeffs favoriete drummers. Wanneer deze toestemt wordt binnen anderhalve week de tournee samen met Simon Phillips voorbereid. Vanaf het eerste concert dat zonder Jeff Porcaro gespeeld wordt, vindt de groep altijd een moment om een nummer aan hun overleden vriend op te dragen. De woorden "This one is for (our brother) Jeff" klinken gegarandeerd één keer per optreden door de zaal, vaak voor het nummer "Kingdom of Desire", wat volgens Lukather het lievelingsnummer van dat album van Porcaro was.
In december 1992 organiseert de band een 'Tribute to Jeff' concert in Los Angeles, waar grote artiesten hun opwachting maken om de drummer te herdenken. Donald Fagen, Michael McDonald, James Newton Howard, Don Henley, Eddie van Halen, David Crosby, Denny Dias en George Harrison zijn onder hen.
Na Kingdom of Desire komt Tambu in 1995 uit met eveneens Lukather als leadzanger. Voorafgaand aan het album Mindfields uit 1999 wordt er weer contact gezocht met Bobby Kimball, die op dat moment al jaren in Duitsland woont. De groep duikt samen met hun oorspronkelijke leadzanger de oefenruimte in en de klik die ze 20 jaar daarvoor ook al voelden, blijkt nog steeds aanwezig te zijn: Kimball komt terug als leadzanger van Toto. De klik blijft overigens niet onopgemerkt: Mindfields ontvangt een Grammy nominatie voor Best Engineered Album, Non Classical.
Naast nieuwe studioalbums van Toto, brengt de groep regelmatig compilatie-albums, live-albums of film soundtracks uit. In 1993 komt Absolutely Live op de markt, in 1996 gevolgd door Best Ballads. In 1984 verschijnt de soundtrack voor de film Dune. Deze soundtrack is volledig van de hand van toetsenist David Paich en wordt ingespeeld door Toto. Artiest Brian Eno (van Roxy Music) werkt ook mee aan dit project. In 2003 verschijnt de dvd 25th Anniversary: Live in Amsterdam, waar ook een cd van verschijnt.
In 1997 komt ook het album Toto XX uit, een speciaal soort compilatie-album. Het wordt uitgebracht ter ere van het twintigjarige bestaan van Toto en bevat nummers die de vorige albums nooit hebben gehaald. Daarnaast staan er vier live-nummers op ("Africa", "On the Run", "Dave's Gone Skiing" en Afrikaans volksliedje "Baba Mnumzane"), waarvan "On the Run" ook nog nooit op een album is verschenen.
Na Mindfields blijft het een paar jaar stil rond Toto op het gebied van studioalbums. Wel brengt de groep het album Livefields uit (1999), met een registratie van een concert uit de tournee van het album Mindfields. In 2002 komen de rasmuzikanten weer terug met een, in drummer Simon Phillips's studio opgenomen, album, getiteld Through the Looking Glass. Dit album bestaat volledig uit covers van eerdere nummers, ter ere van de artiesten die die nummers geschreven hebben. Toto bestaat in 2002 als band 25 jaar en dit is hun manier van de mensen eren die ervoor gezorgd hebben dat ze ooit begonnen zijn met muziek maken (aldus Lukather tijdens het concert in Amsterdam in 2003). "While My Guitar Gently Weeps" van George Harrison en "Could You Be Loved" van Bob Marley zijn voorbeelden van nummers die door Toto gecoverd zijn voor dit album.

### Toto na 25+ jaar
In 2006 verschijnt hun volgende studioalbum Falling in Between. Dit album verschijnt bij rockplatenmaatschappij Frontiers Music. Wederom bewijst Toto met dit album in alle muzikale stijlen thuis te zijn. Snoeiharde rock ("Falling in Between"), catchy poprock ("King of the World"), ballads ("Bottom of your Soul" en "Simple Life") en zelfs gospel ("Spiritual Man") passeren de revue op dit album. Op dit album maakt nieuwe toetsenist Greg Phillinganes ook voor het eerst zijn opwachting. Hij zou David Paich gaan vervangen tijdens de "Falling in Between Tour" en aangezien dit al van tevoren bekend was, werd hij ook gevraagd mee te spelen en te schrijven aan het nieuwe album. Phillinganes is toetsenist geweest van Stevie Wonder, Michael Jackson, Quincy Jones en Eric Clapton. Paich, die om privéredenen een tijdje wat minder wilde toeren, heeft inmiddels de draad weer opgepakt, waardoor Toto nu bij tijd en wijle weer met twee toetsenisten speelt.
De bandleden hebben naast eigen hits ook veel naam gemaakt als sessiemuzikant. Paich, Lukather en Jeff Porcaro zijn bijvoorbeeld verantwoordelijk voor de muziek van bijna alle nummers op het Michael Jackson album Thriller. Lukather speelt op dit album naast gitaar ook basgitaar.
De recentste muziek (een dubbel-cd met het complete concert uit Parijs in 2007) verscheen op 29 oktober 2007. De dvd volgde op 25 februari 2008. Op de dvd is Leland "Lee" Sklar te zien, als vervanger van de aan ALS lijdende bassist Mike Porcaro. Sklar, bekend van onder andere de band van Phil Collins, is een van de meest gevraagde sessiebassisten ter wereld. Hij was ook onderdeel van de band tijdens de vijfde editie van het Arrow Rock Festival op 30 juni 2007. Toto speelde hier voor afsluiter Aerosmith.

#### Einde 2008
Op 5 juni 2008 werd bekendgemaakt dat de band TOTO zou ophouden te bestaan, doordat Steve Lukather uit de band stapte. Lukather was het enige bandlid dat vanaf het begin bij ieder liveoptreden aanwezig was. De vele bezettingswisselingen en het feit dat hij na 30 jaar moeite had om 'fris' te blijven performen was voor hem en zijn medemusici de reden om het einde van de band aan te kondigen.
Op 12 oktober 2009 is de band opgenomen in de Musicians Hall of Fame in Nashville, Tennessee (VS).

### Reünie

#### 2010
Eind februari 2010 maakte de band een reünie bekend met een begeleidende tournee ter ondersteuning van hun bassist, Mike Porcaro, die ALS heeft. De band bestond uit Steve Lukather, David Paich, Joseph Williams, Simon Phillips, Steve Porcaro en gastbassist Nathan East.
Op 3 april 2010 ontving gitarist Steve Lukather in Vlissingen tijdens de 5e editie van de Eddy Christiani Award uit handen van Christiani zelf de prijs als waardering voor zijn bijzondere bijdrage aan de popmuziek als elektrisch gitarist.
Op 11 juli trad Toto op op het festival Bospop in Weert en op 13 juli in Heerhugowaard. De achtergrondzang tijdens de TOTO Tour 2010 werd verzorgd door Mabvuto Carpenter en Jory Steinberg. Ook werd in juli een show opgenomen in Kopenhagens KB-hallen in Denemarken.
Op 18 november reageerde Steve Lukather op het 'einde' en een nieuw begin van het 'oude' Toto met de 'the REAL high school friends' waaronder dus ook Joseph Williams.

#### 2011-2012
Toto ging in 2011 en 2012 op tournee door verschillende landen. Op 25 augustus 2012 was Toto afsluiter op de vijfde editie van Pinkpop Classic in Landgraaf.

#### 2013
In 2013 ging Toto ter gelegenheid van het 35-jarig bestaan op tournee door onder andere Europa. In Nederland stond de band op 8 juni 2013 in een uitverkochte Ziggo Dome. Een concert in Lodz werd opgenomen en verscheen eind april 2014 op cd/dvd/blu-ray. In veel hitlijsten kwam het hoog binnen. In de VS speelde Toto voor het eerst sinds jaren weer in grote zalen.

#### 2014
Simon Phillips heeft de band verlaten om meer tijd aan zijn soloproject te besteden. Keith Carlock (o.a. Steely Dan) is de nieuwe drummer. Er werd een nieuw album opgenomen, gevolgd door deel twee van de tournee door Japan en Amerika ter gelegenheid van het 35-jarig bestaan. De tournee door Amerika was een gezamenlijke tournee met Michael McDonald (Doobie Brothers). Beiden speelden 75 minuten en eindigden met een paar gezamenlijke nummers. Als bassist deed David Hungate dienst. Als drummer maakte Toto gebruik van Shannon Forrest, omdat Keith Carlock nog verplichtingen had met Steely Dan.

#### 2015
In maart 2015 kwam het album XIV uit, gevolgd door een wereldtournee. De eerste single van het album "Orphan", kwam beschikbaar via iTunes.
Mike Porcaro overleed op 15 maart 2015 aan de ziekte ALS; hij werd 59 jaar.
Op 30 mei 2015 stond Toto wederom in de Ziggo Dome in Amsterdam, de dag erna trad de band op in Enschede.

#### 2016
In 2016 toert Toto door Europa en Japan. David Hungate heeft de band verlaten. Leland Sklar speelt weer basgitaar. Op 11 en 12 februari was de band te zien in de 013 Tilburg en op 14 februari in de Oosterpoort in Groningen. Later in het jaar speelt de band in de Verenigde Staten en maakt zich op voor een toer ter gelegenheid van het veertigjarig bestaan.

#### 2017
In 2017 kondigt Toto aan bezig te zijn met nieuw materiaal voor het 40-jarig jubileum van de band in 2018. Ook kondigen de leden aan dat ze in de zomer van 2017 in Europa en Amerika op tournee zouden gaan. Leland Sklar wordt vervangen door Shem von Schroeck op bass en achtergrondzang. Multi-instrumentalist Warren Ham, die in de jaren tachtig reeds toerde met de band, wordt toegevoegd aan de tournee op saxofoon en zang. Lenny Castro en Shannon Forrest toeren ook mee met de band.

#### 2018
Op 9 februari 2018 verscheen een nieuw album welke tevens gelijk was aan de naam van de concerttournee waarmee Toto het veertigjarig jubileum vierde: 40 Trips Around the Sun. Het album bevatte drie nieuwe nummers. Tijdens de concerttournee die daarop volgde, was de bezetting van de band zoals het jaar ervoor. Op 17 maart 2018 werd een van deze concerten uit de tournee opgenomen in de Ziggo Dome in Nederland. Deze registratie werd uitgebracht onder de titel 40 Tours Around the Sun op 22 maart 2019. Op 20 juli 2018 werd bekend dat David Paich door gezondheidsklachten niet verder kon toeren. Dit werd bekend voordat de band ging toeren in Amerika. Dominique 'Xavier' Talpin verving David Paich op toetsen en achtergrondzang voor deze shows. In augustus bracht Toto de single "Hash Pipe" uit. Dit is een nummer van de band Weezer, die eerder dat jaar een hit had met een cover van Toto's "Africa". In september verscheen de autobiografie als hardcover, e-book en later als audioboek. Het boek getiteld The Gospel According to Luke vertelt het verhaal over Steve Lukather en over Toto. Het boek is Engelstalig en geschreven op de manier waarop Steve Lukather ook spreekt.
Op 6 november 2018 werd de nieuwe box set All In uitgebracht door Toto. Het bevatte het veertiende studioalbum Old Is New. Deze cd bevatte de drie nieuwe nummers van 40 Trips Around the Sun en vier andere tracks met Jeff Porcaro op drums en Mike Porcaro en David Hungate op basgitaar. Daarnaast waren er drie nieuwe nummers opgenomen door Toto en uitgebracht op deze cd.

#### 2019
Op 2 januari 2019 begon Toto met het tweede gedeelte van de 40 Trips Around the Sun-tournee op het Falls Festival in Byron Bay. Dominique Xavier Talpin viel wederom in voor David Paich, die door zijn aanhoudende gezondheidsklachten niet kon toeren. Toto keerde terug naar Nederland en speelde bij Bospop Festival in Weert en het North Sea Jazz Festival in Ahoy Rotterdam. Toto startte met toeren in Amerika op 20 september 2019. Rond deze tijd bracht Steve Lukather naar buiten dat dit de laatste shows van de band waren voor een poosje. De spanningen in de band en het management liepen op door problemen rondom rechtszaken met onder andere de weduwe van Jeff Porcaro: Susan Porcaro-Goings. David Paich kwam bij de eerste show in Los Angeles als gast het podium op om Africa en Home of the Brave mee te spelen met de band.
Op 16 oktober 2019 werd door Steve Lukather bekendgemaakt dat na de laatste show in Philadelphia, op 20 oktober 2019, de huidige bezetting van Toto stopt. Bij deze laatste show kwam David Paich wederom het podium op om Africa en Home of the Brave te spelen met de band.

### Een nieuwe start: Dogz of Oz

#### 2020
Op 19 oktober 2020 kondigden Steve Lukather en Joseph Williams aan verder te gaan onder de bandnaam 'Toto', met een geplande wereldtournee in 2021. Deze wordt de Dogz of Oz Tour genoemd. David Paich gaf aan als gast te komen meespelen, maar tourt niet structureel mee door aanhoudende gezondheidsklachten. Steve Porcaro kwam niet meer terug in de band en focust zich op zijn eigen solo-projecten. Er werd een nieuwe bezetting van de band aangekondigd, die bestond uit: bassist John Pierce (Huey Lewis and the News), drummer Robert "Sput" Searight (Ghost-Note & Snarky Puppy) en toetsenist en achtergrondzanger Steve Maggiora (Robert Jon & The Wreck). De enige muzikanten die terugkeerden uit de oude tourneebezetting, naast Lukather en Williams, waren toetsenist en achtergrondzanger Dominique "Xavier" Taplin en multi-instrumentalist Warren Ham. Daarnaast kondigden Steve Lukather en Joseph Williams aan dat ze op 26 februari 2021 beiden een soloalbum uitbrengen. Lukather brengt 'I Found The Sun Again' uit; Williams 'Denizen Tenant'. Onder anderen David Paich, Simon Phillips en Leland Sklar spelen mee op deze albums. De albums werden zowel los als als een bundel verkocht. Op 21 november 2020 gaf de nieuwe formatie van Toto een livestreamconcert voor de hele wereld. Ook David Paich speelde op toetsen mee bij de nummers Rosanna en With a Little Help from My Friends. Eind 2020 werden er nieuwe tourneedata aangekondigd op de website en sociale media van Toto voor 2021 in onder andere Duitsland, Zweden en Denemarken. Op 15 juli 2022 kwam David Paich eenmalig op het toneel bij het concert in Ziggo Dome, om vijf nummers mee te spelen als special guest. 
Van begin 2022 tot en met halverwege 2024 speelde Toto in de Verenigde Staten samen met Journey in arena's, daarna gevolgd door een tour door Zuid-Amerika als headliner.
Het jaar 2025 staat in het teken van een Europese tour, met een voorprogramma van Christopher Cross, waarin onder andere op 7 februari Vorst Nationaal in Vorst en op 8 februari GelreDome in Arnhem werden aangedaan. De show in Arnhem werd bezocht door meer dan 30.000 mensen en was daarmee op dat moment Toto's best bezochte solo-optreden ooit.

## Bandbezetting

### Huidige bezetting
- Steve Lukather – gitaar, zang, basgitaar, keyboard (1977–2008, 2010–2019, 2020–heden)
- Joseph Williams – leadzanger, keyboard (1986–1988, 2010–2019, 2020–heden)

### Huidige tourneebezetting
- Warren Ham – saxofoon, harmonica, fluit, achtergrondzang, percussie (1986–1988, 2017–2019, 2020–heden)
- Greg Phillinganes– keyboards, achtergrondzang (2006-2008, 2024–heden)
- John Pierce – basgitaar (2020–heden)
- Dennis Atlas – keyboards, achtergrondzang (2024–heden)
- Shannon Forrest – drums, (2014-2020, 2024-heden)

## Foto's

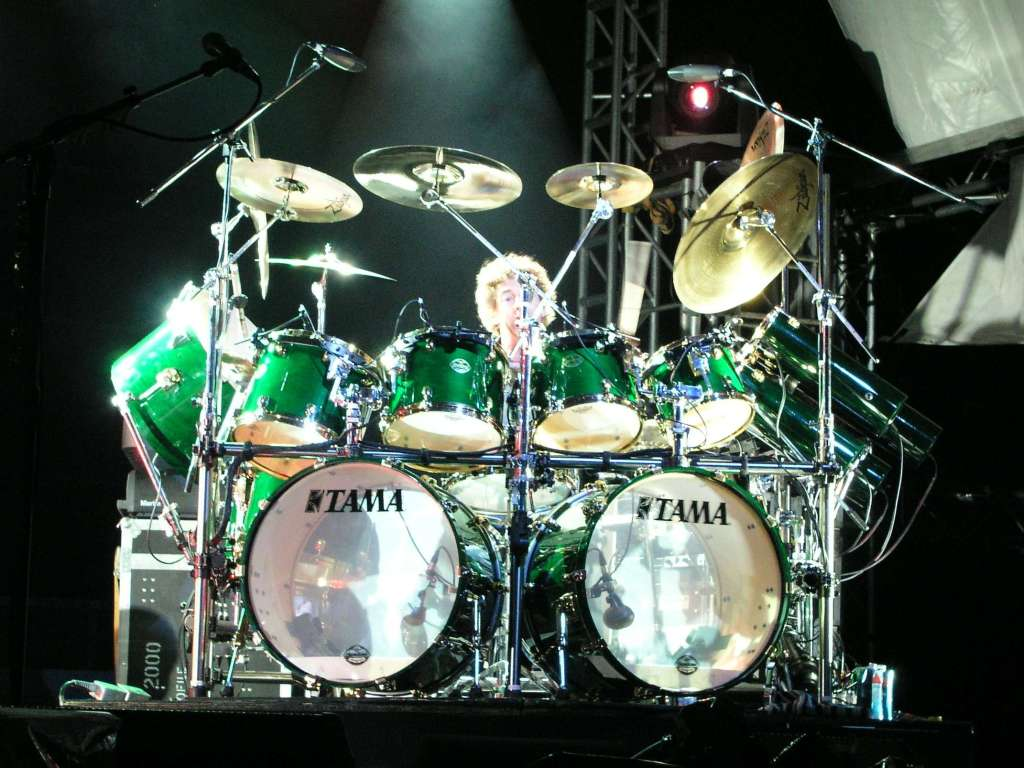
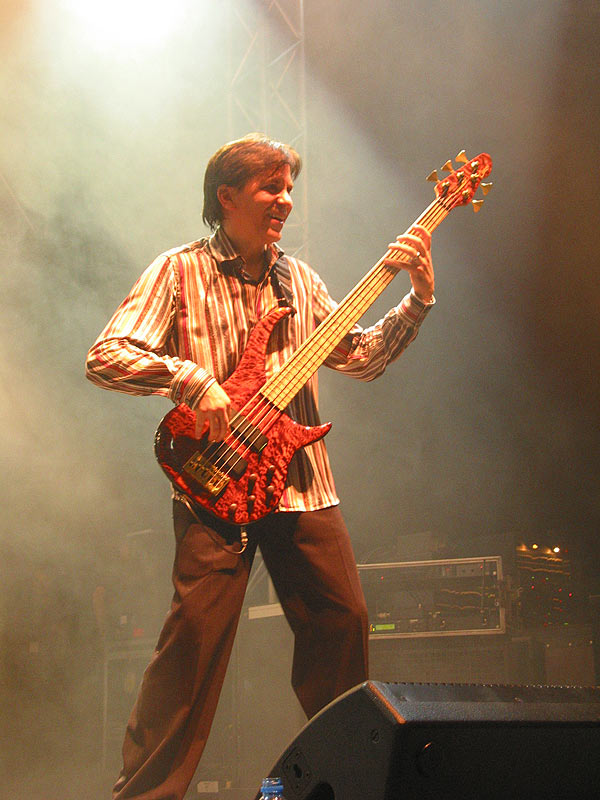
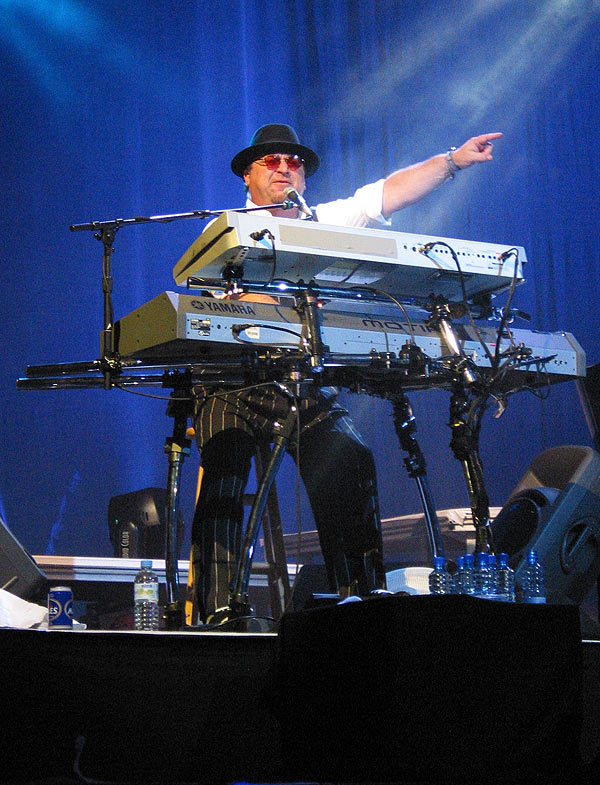
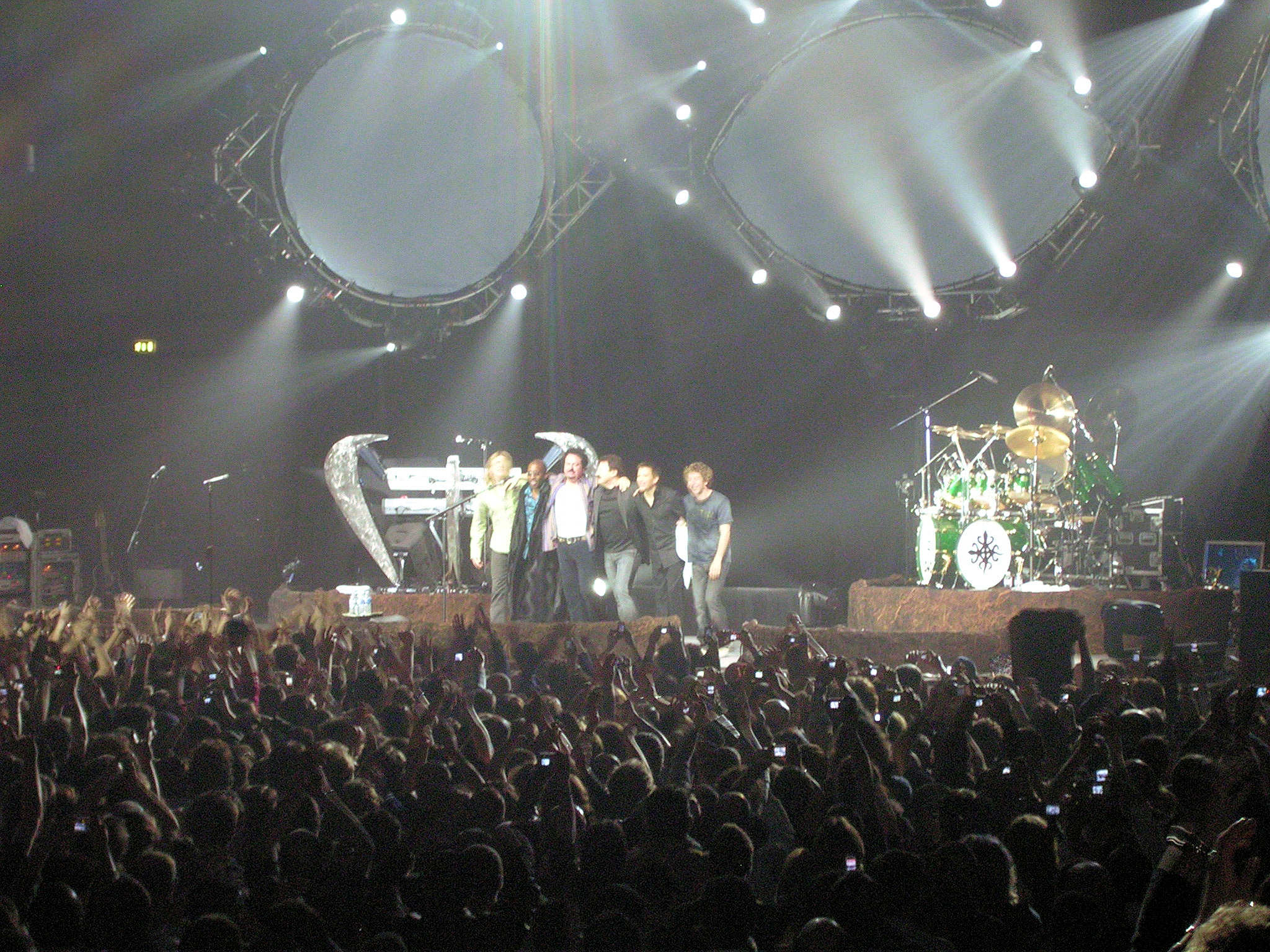
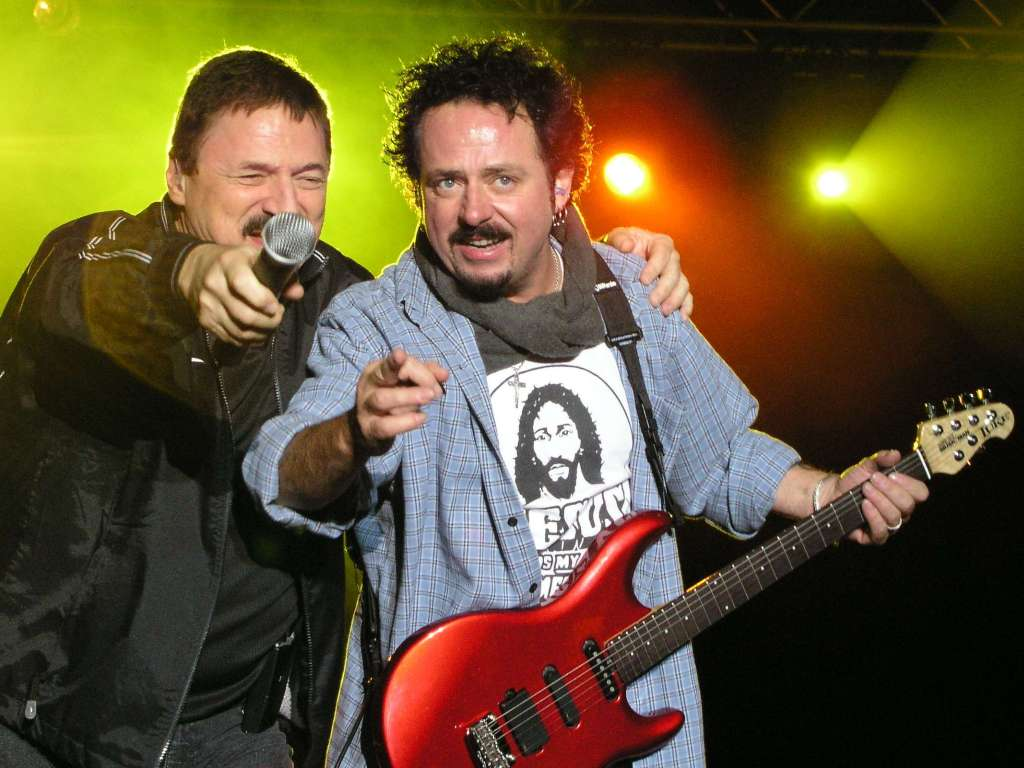
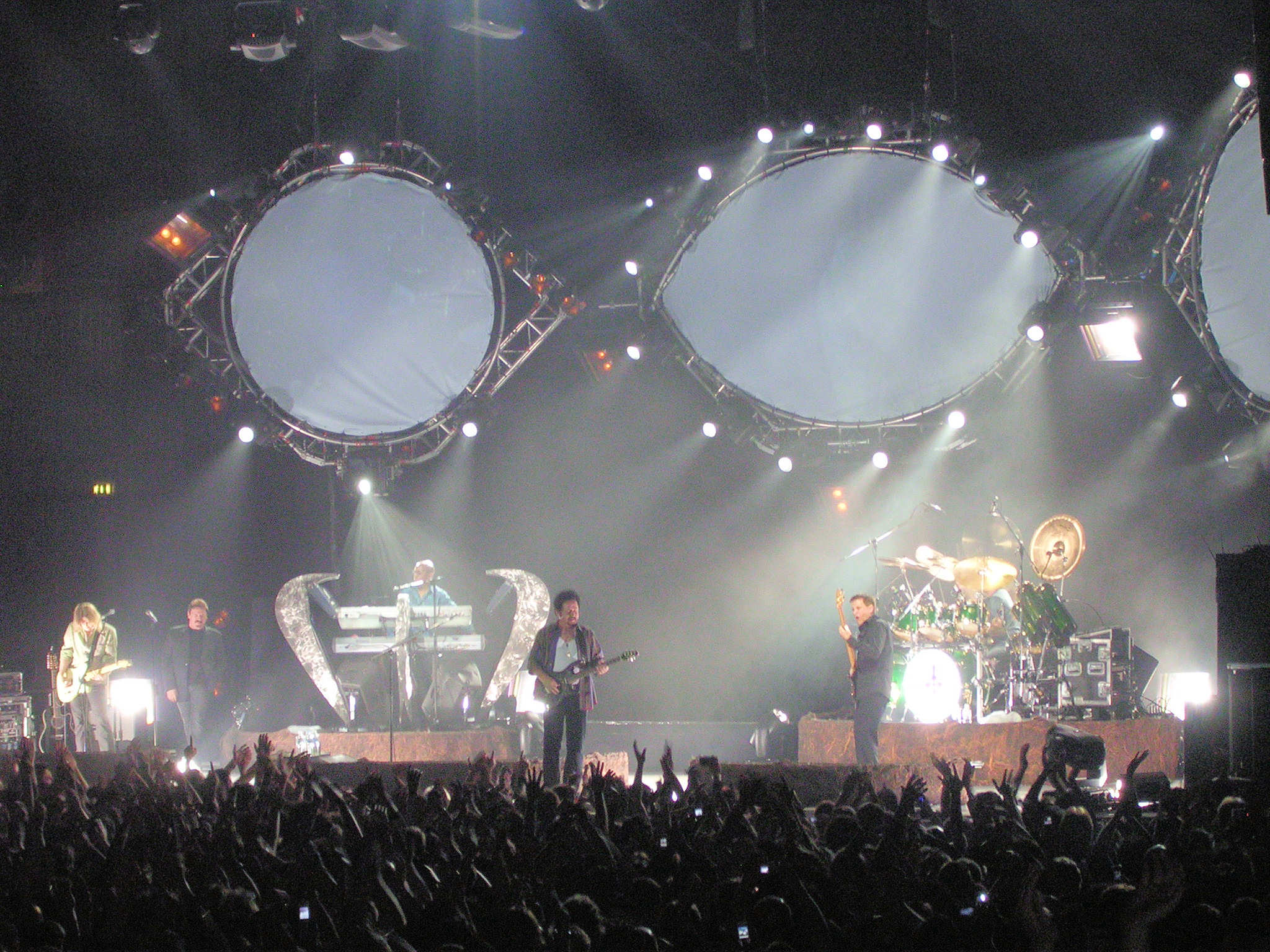
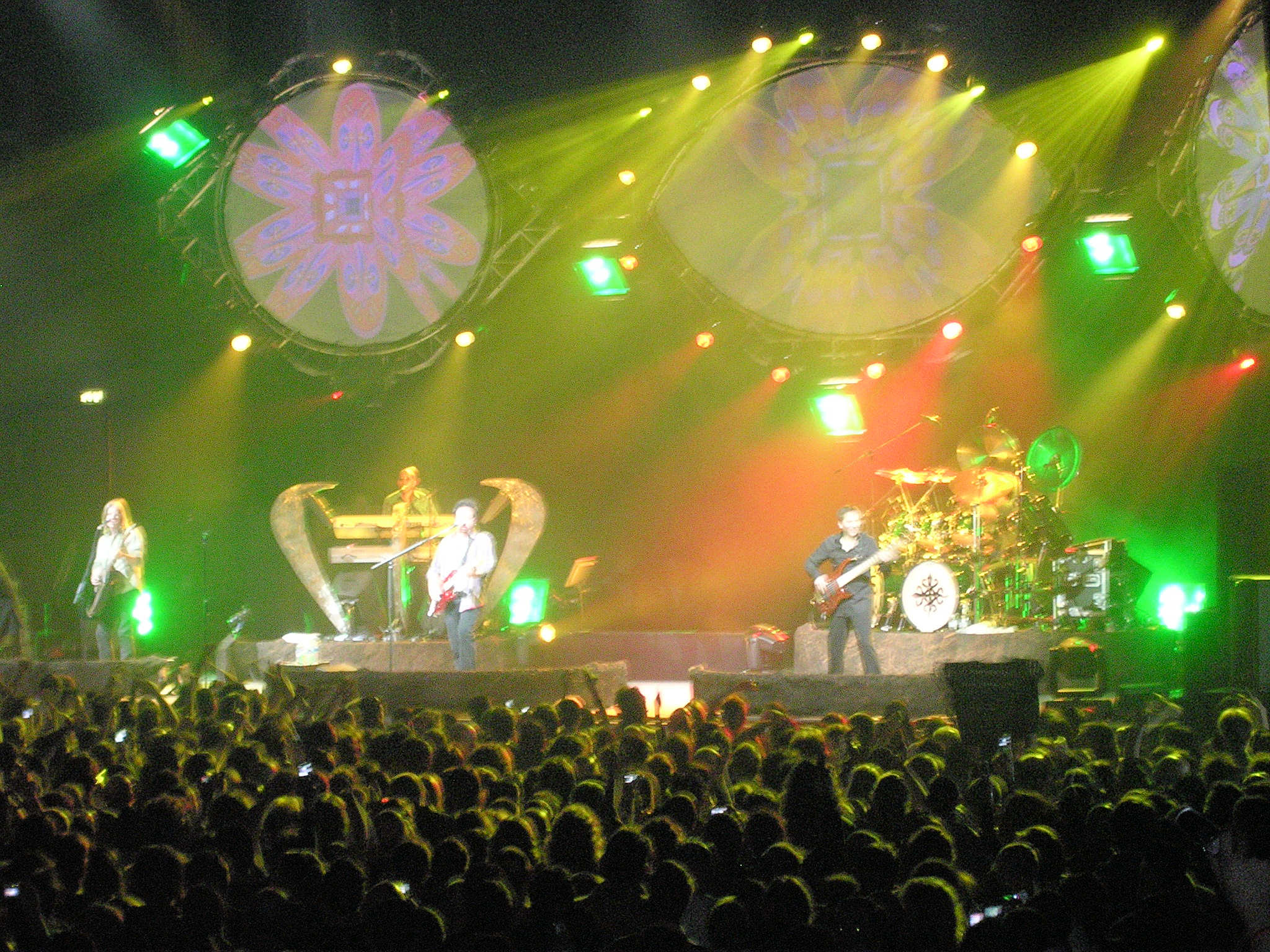
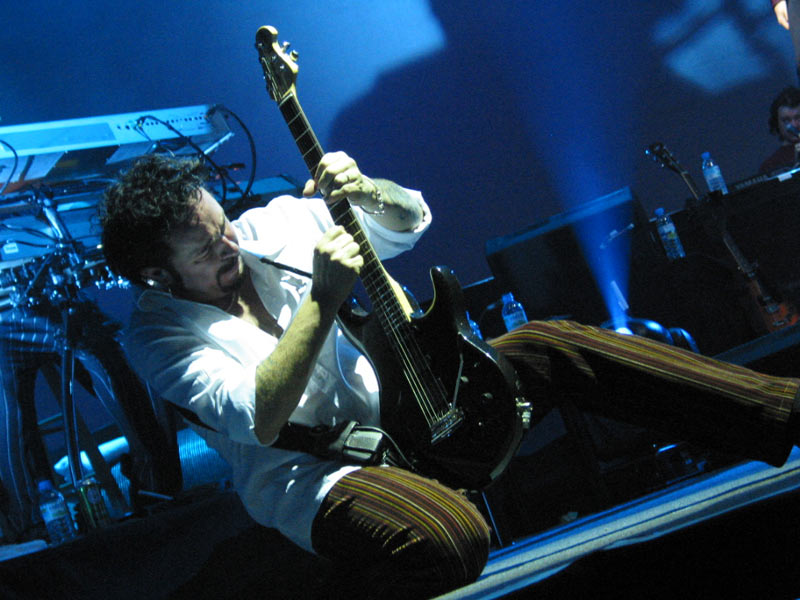
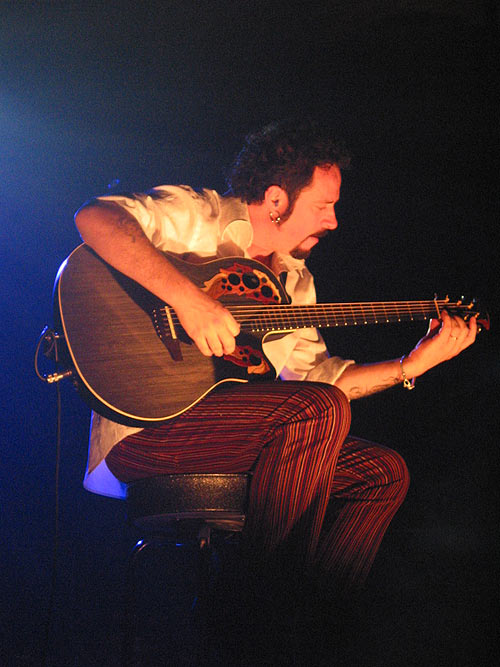
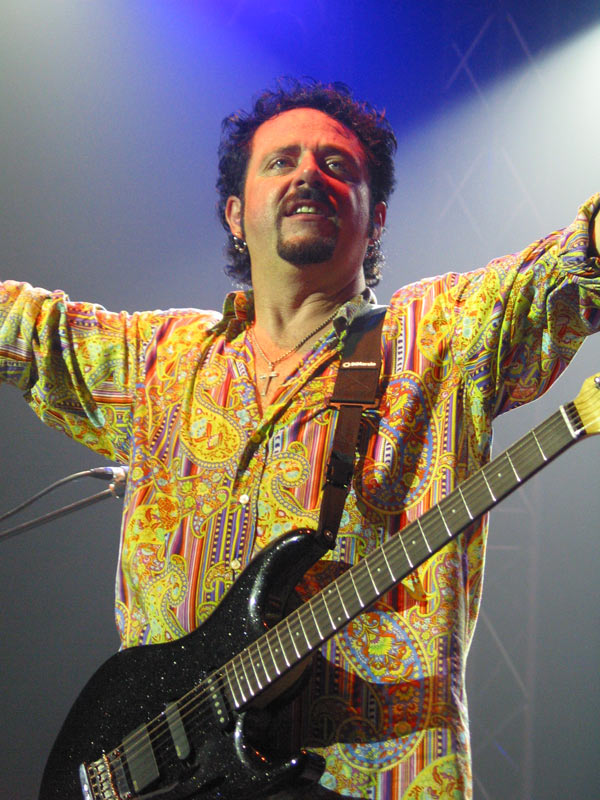
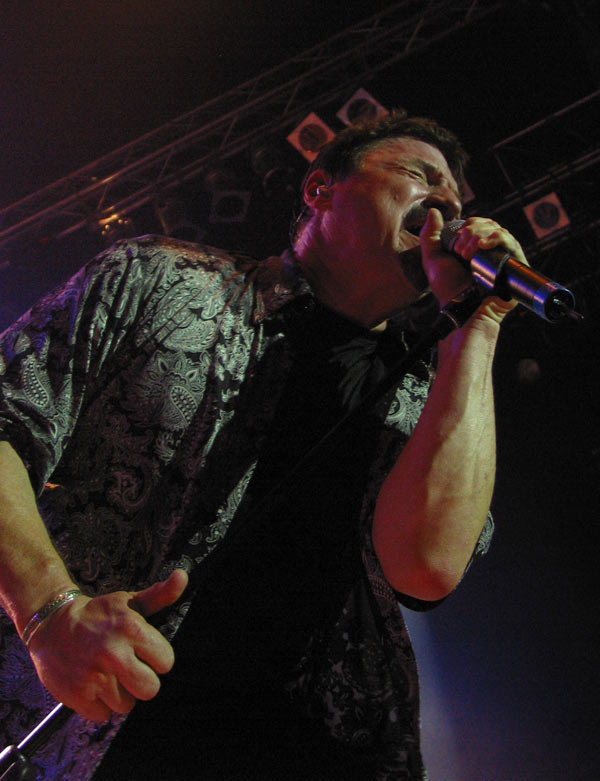
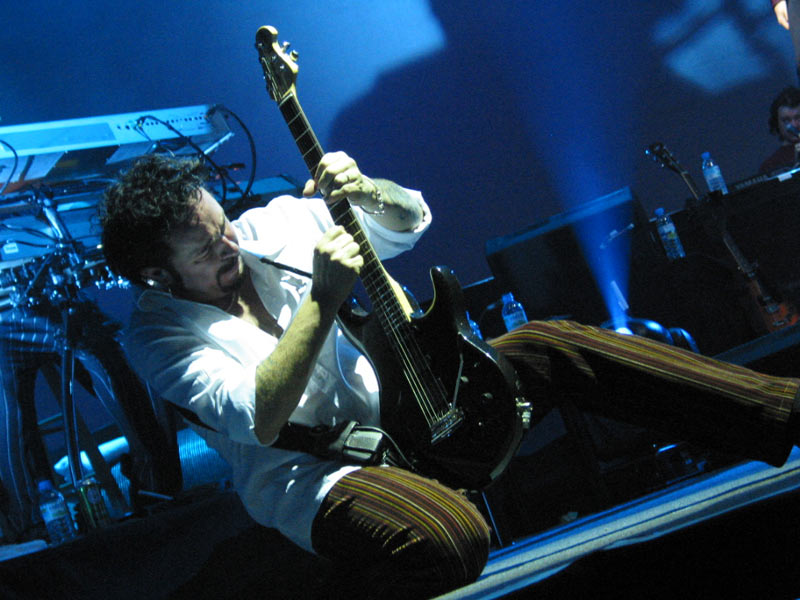